# Borzęcino (Poméranie)
Pour les articles homonymes, voir Borzęcino.
Borzęcino est une localité polonaise de la gmina rurale de Dębnica Kaszubska située dans le powiat de Słupsk en voïvodie de Poméranie. Elle se trouve à environ 14 km au sud-est de Słupsk et 96 km à l'ouest de la capitale régionale Gdańsk.

## Géographie

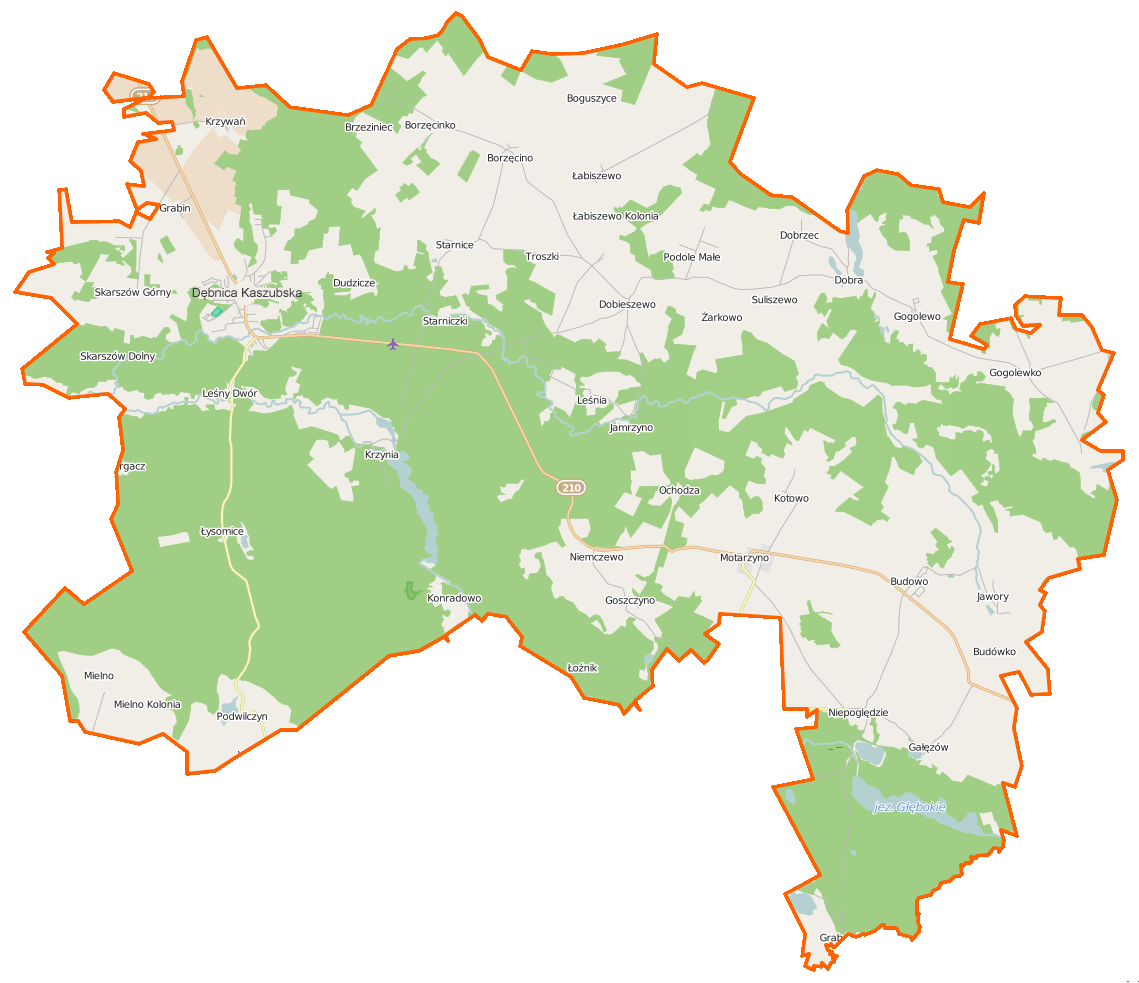
Carte de la gmina de Dębnica Kaszubska.

## Histoire
De 1648 à 1945, Bornzin fait partie de l'arrondissement de Stolp dans le district de Köslin au sein de la province de Poméranie.